# Sandra Gianfreda
Sandra Gianfreda (geboren 1972 in Biel/Bienne) ist eine Schweizer Kunsthistorikerin.

## Leben
Sandra Gianfreda kam 1972 in Biel/Bienne zur Welt. Sie studierte Kunstgeschichte, Architekturgeschichte und Psychologie in Bern und Rom. Das Thema ihrer 2001 vorgelegten Dissertation ist das Halbfigurige Historienbild im Seicento. Von 1998 bis 2002 arbeitete sie als wissenschaftliche Assistentin am Lehrstuhl für Kunstgeschichte der Neuzeit der Universität Bern. Anschließend folgte ein Volontariat im Bereich 19. Jahrhundert und Klassische Moderne am Kunstmuseum Basel. Danach wechselte sie ans Kunstmuseum Winterthur, wo sie bis 2009 als Kuratorin tätig war und verschiedene Ausstellungen zur Kunst des 20. Jahrhunderts zeigte. Ab 2009 war Gianfreda am Museum Folkwang in Essen tätig. Hier kuratierte sie 2012 die Ausstellung Im Farbenrausch – Munch, Matisse und die Expressionisten und präsentierte 2014 die Sonderausstellung Monet, Gauguin, van Gogh … Inspiration Japan. 2015 wechselte Sandra Gianfreda als Kuratorin ans Kunsthaus Zürich. 2023 kuratierte sie dort die Ausstellung Re-Orientations – Europa und die islamischen Künste, 1851 bis heute.

## Veröffentlichungen (Auswahl)
- Sandra Gianfreda: Caravaggio, Guercino, Mattia Preti, das halbfigurige Historienbild und die Sammler des Seicento. Edition Imorde, Emsdetten 2005, ISBN 3-9809436-0-7.
- Sandra Gianfreda: Plane, figure, amerikanische Kunst aus Schweizer Privatsammlungen und aus dem Kunstmuseum Winterthur. Ausstellungskatalog Kunstmuseum Winterthur, Richter, Düsseldorf 2006, ISBN 3-937572-57-0.
- Sandra Gianfreda (Hrsg.): If there ever was one: Andro Wekua, Kunstmuseum Winterthur 2006, ISBN 3-905701-86-3.
- Sandra Gianfreda (Hrsg.): Pia Fries, Malerei 1990 - 2007. Ausstellungskatalog Kunstmuseum Winterthur und Josef-Albers-Museum Quadrat Bottrop, Richter, Düsseldorf 2007, ISBN 3-937572-69-4.
- Sandra Gianfreda (Hrsg.): Max Bill, Aspekte seines Werks. Ausstellungskatalog Kunstmuseum Winterthur,  Niggli, Sulgen 2008, ISBN 978-3-7212-0652-4.
- Sandra Gianfreda: Monet, Gauguin, van Gogh ... Inspiration Japan. Ausstellungskatalog Museum Folkwang, Essen und Kunsthaus Zürich, Steidl, Göttingen 2014, ISBN 3-906574-96-2.